# Tiurana
Tiurana – gmina w Hiszpanii, w prowincji Lleida, w Katalonii, o powierzchni 15,57 km². W 2011 roku gmina liczyła 80 mieszkańców.